# Judaisme hel·lenístic

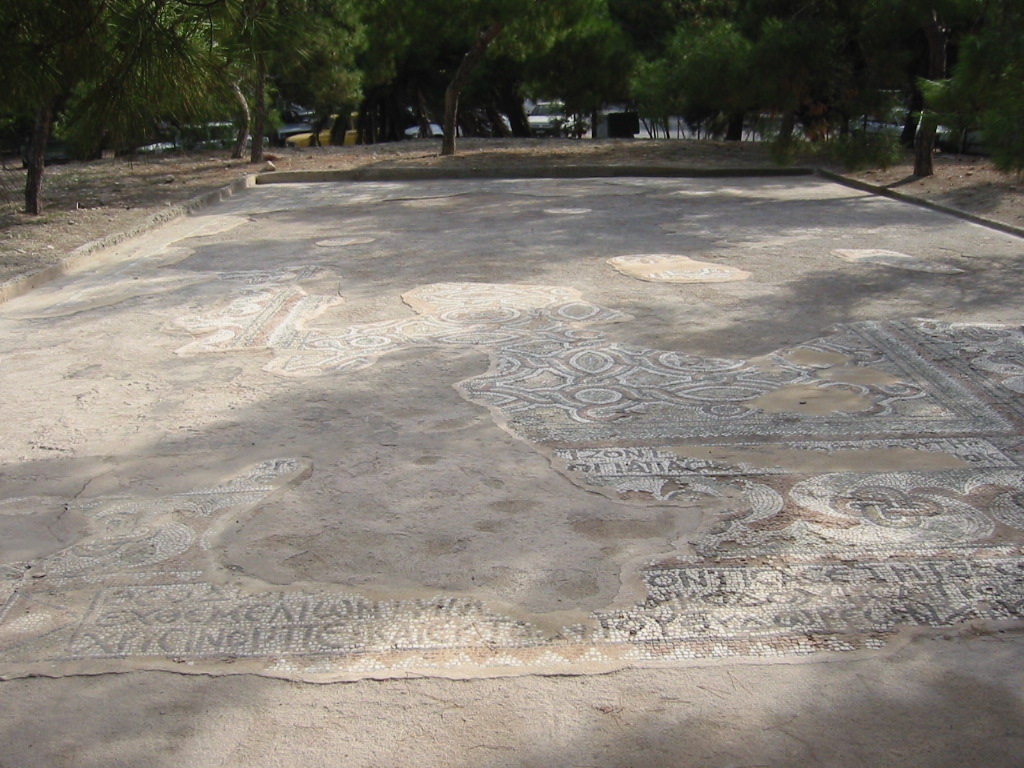
Mosaic a l'antiga sinagoga d'Egina (300 aC).

El Judaisme hel·lenístic era una forma de Judaisme al món antic que combinava la tradició religiosa jueva amb elements de la cultura grega. Fins a la caiguda de l'Imperi Romà i les conquestes musulmanes del Mediterrani oriental, els principals centres del Judaisme hel·lenístic eren Alexandria (Egipte) i Antioquia (actual Turquia meridional), els dos establiments urbans grecs principals de la zona de l'Orient Mitjà i l'Àfrica del Nord, tots dos fundats a la fi del segle iv aC per les conquestes d'Alexandre el Gran. El Judaisme hel·lenístic també va existir a Jerusalem durant el període del Segon Temple, on hi va haver un conflicte entre hel·lenitzants i tradicionalistes (de vegades anomenats judaïtzants).
El resultat literari més destacat del contacte entre la cultura del Judaisme del Segon Temple i l'hel·lenística és la traducció Septuaginta de la Bíblia hebrea des de l'hebreu bíblic i l'arameu bíblic al grec koiné, específicament, al grec koiné jueu. També són notables els tractats filosòfics i ètics de Filó i les obres historiogràfiques d'altres autors jueus hel·lenístics.
El declivi del judaisme hel·lenístic va començar el segle ii, i encara no se'n coneixen les causes. És possible que fos marginat, parcialment absorbit o que es convertís en el grec comú del Cristianisme primerenc centrat a Antioquia i en les seves tradicions, com l'Església Catòlica Melquita i l'Església Ortodoxa d'Antioquia.